# Jobcenter
 Denne artikel omhandler overvejende eller alene danske forhold. Hjælp gerne med at gøre artiklen mere almen.
Et jobcenter ejes af de danske kommuner. Jobcentrenes vigtigste opgave er at hjælpe ledige i job og hjælpe virksomheder med at finde nye medarbejdere. Jobcentrene tilbyder den samme service, som Arbejdsformidlingen og kommunerne tidligere har tilbudt hver for sig, men siden den 1. januar 2007 er det blevet samlet ét sted, for at kunne yde en bedre og mere ensartet og koordineret service. I Danmark er der per 2013 98 jobcentre.
I jobcentrene kan man fx til- og afmelde sig som ledig, blive indkaldt til samtaler om formidling af job og kontaktforløb samt få lavet en jobplan. Ligeledes kan virksomheder få hjælp til at rekruttere nye medarbejdere. Jobcentrene driver også Jobnet, som er tilbud på internettet til alle jobsøgende og arbejdsgivere i hele landet. Jobnet er udviklet af Arbejdsmarkedsstyrelsen i samarbejde med Kommunernes Landsforening (KL). 
Jobcentret  har de senere år modtaget en del kritik fra borgere og politikere der er bekymret over at  borgere ikke har  fået hjælp  af fagligt kompetente personer, da  de er  blevet    til  andre  aktører.  Eller  folk  med  videregående uddannelser bliver  sat til at skrive  jobansøgninger med  vejledning  fra meget  lidt  kompetente  vejledere. På grund af denne ineffektivitet er blevet politisk besluttet at afvikle jobcentrene, senest i 2030.